# مات أرمسترونغ
مات أرمسترونغ (بالإنجليزية: Matt Armstrong)‏ (12 نوفمبر 1911 في المملكة المتحدة - 4 أكتوبر 1995 بأبردين في المملكة المتحدة) هو لاعب كرة قدم بريطاني (وحمل سابقاً جنسية المملكة المتحدة لبريطانيا العظمى وأيرلندا) في مركز الهجوم. شارك مع منتخب اسكتلندا لكرة القدم. أما مع النوادي، فقد لعب مع كوين أوف ساوث ونادي أبردين وإلغين سيتي ‏ ورابطة كرة القدم الاسكتلندية الحادية عشر ‏ ونادي بيترهيد ‏.